# توماس بکر (قایقرانان کانو زاده ۱۹۶۷)
توماس بکر (آلمانی: Thomas Becker؛ زادهٔ ۶ ژوئیهٔ ۱۹۶۷) قایقران کایاک اهل آلمان بود.